# Erbe (Deutschland)
Der Erbe ist nach der in Deutschland geltenden Legaldefinition des § 1922 BGB derjenige, dem im Erbfall das Vermögen des Erblassers (der Nachlass) als Ganzes entweder alleine oder zusammen mit anderen zufällt.

## Universalsukzession
- Nach deutschem Recht fällt dem Erben das Vermögen des Erblassers als Ganzes zu (§ 1922 Abs. 1 BGB). Er wird also in vollem Umfang Rechtsnachfolger des Erblassers (Universalsukzession). Der Erbe erhält damit nicht nur das gesamte Aktivvermögen, sondern auch alle Verbindlichkeiten  (Schulden), also das Passivvermögen des Erblassers.

- Hat der Erblasser keinen Erben durch Verfügung von Todes wegen bestimmt, kommt die gesetzliche Erbfolge zum Zuge.

- Soweit mehrere Personen – kraft Gesetzes oder durch Testament – zu Erben bestimmt worden sind, bilden diese eine Erbengemeinschaft. Man spricht in diesem Fall von Miterben. Hierbei gilt, dass die Erben gemeinsam Mitinhaber des gesamten Nachlassvermögens gelten. Auch dann, wenn der Erblasser im Testament festgelegt hat, dass Kind 1 das eine Hausgrundstück und Kind 2 das andere Hausgrundstück „erben“ soll (sogen. Teilungsanordnung), fallen daher zunächst einmal beide Grundstücke in das gemeinschaftliche Eigentum beider Kinder. Erst in einem zweiten Schritt, der sogen. Erbauseinandersetzung, können diese das Erbe dann so unter sich aufteilen, wie es im Testament vorgesehen ist.

- Wer Anspruch auf einen Pflichtteil hat, wird dadurch kein (Mit-)Erbe, sondern hat nur einen Zahlungsanspruch gegen den oder die Erben.

- Soweit einer Person in einer letztwilligen Verfügung nur einzelne Vermögensgegenstände zugewandt werden, handelt es sich bei dieser Person regelmäßig nicht um den Erben, sondern nur um einen Vermächtnisnehmer.

## Erlangung der Erbenstellung
Erbe wird man entweder aufgrund
- einer Letztwilligen Verfügung des Erblassers (Testament oder Erbvertrag) oder aufgrund
- der gesetzlichen Erbfolge.

Erbe kann nur werden, wer erbfähig ist (§ 1923 BGB). Natürliche Personen müssen dazu bereits geboren oder wenigstens bereits gezeugt sein. Haustiere können nach Deutschem Recht keine Erben werden.

### Erbausschlagung
Der Erbe hat die Möglichkeit, das Erbe innerhalb der gesetzlichen Frist von sechs Wochen nach Kenntnis des Erbfalls auszuschlagen (§ 1944 BGB). Genauer: Die Frist läuft ab dem Zeitpunkt, in dem der Erbe davon erfahren hat, dass 1. der Todesfall eingetreten ist und 2. er (Mit-)Erbe geworden ist.
Versäumt er diese Frist, gilt das Erbe als angenommen. Hatte der Erblasser seinen Wohnsitz im Ausland oder hielt sich der Erbe zum Zeitpunkt des Erbfalls im Ausland auf, beträgt die Ausschlagungsfrist sechs Monate.
Die Erbausschlagung muss öffentlich beglaubigt werden. Sie kann entweder unmittelbar gegenüber dem Nachlassgericht oder unter Einschaltung eines Notars erfolgen, der die Ausschlagungserklärung unverzüglich an das Nachlassgericht weiterzuleiten hat. Wirksam wird die Ausschlagung erst mit Eingang beim zuständigen Nachlassgericht; dieser Zeitpunkt ist auch für die Wahrung der Ausschlagungsfrist maßgeblich.
Es entstehen Kosten aus dem anteiligen Wert des reinen Nachlasses gemäß § 103 Abs. 1 GNotKG in Höhe von 0,5 gemäß Gebührennummer 21201 Nr. 6 und 7 der Anlage 1 zum GNotKG. Wird die Ausschlagungserklärung bei einem Notar abgegeben, fällt zusätzlich die gesetzliche Umsatzsteuer an.
Das Ausschlagungsrecht entfällt nach Annahme der Erbschaft. Diese kann auch durch schlüssiges (konkludentes) Handeln oder Beantragung eines Erbscheins erfolgen.
Bei irrtümlicher Annahme, Ausschlagung oder Versäumung der sechswöchigen Frist (=Annahme) verbleibt dem Erben unter Umständen die Möglichkeit der Anfechtung des Erbanfalls (in der Praxis wichtigster Fall ist die Verkennung der Überschuldung des Nachlasses), § 1954 BGB.

### Ermittlung des Erben
Liegen dem Nachlassgericht ein oder mehrere Testamente vor, werden diese bei Tod des Erblassers im Rahmen der Testamentseröffnung eröffnet und den Beteiligten  – in aller Regel schriftlich – bekanntgegeben. Hierbei trifft das Gericht keinerlei Feststellungen zu der Frage, wer Erbe geworden ist, ob also ein Testament beispielsweise wirksam ist, wie sein Inhalt zu verstehen ist, ob die eingesetzten Erben noch leben, wirksam ausgeschlagen haben etc.
Erst dann, wenn beim Nachlassgericht der Erlass eines Erbscheins beantragt wird, prüft es, ob die tatsächlichen und rechtlichen Angaben im Antrag stimmen und ob der Erbschein wie beantragt zu erlassen oder der Antrag zurückzuweisen ist. Mit dem Erbschein kann sich der Erbe als neuer Eigentümer des Nachlasses ausweisen.
Besteht Streit darüber, wer Erbe geworden ist, kann eine zivilrechtliche Klage erhoben werden, um eine verbindliche gerichtliche Entscheidung zu erlangen.
In Deutschland versterben jährlich etwa 60.000 Menschen ohne Testament und ohne bekannten Erben. Können gerichtlich eingesetzte Nachlasspfleger in solchen Fällen keinen Erben finden, werden Erbenermittler beauftragt, die etwa ein Viertel bis ein Drittel des Erbes als Honorar erhalten.
Lässt sich eine Erbe nicht ermitteln, erbt der Fiskus.

## Die rechtliche Stellung des Erben

### Allgemeines
Der Erbe erhält das gesamte Vermögen des Erblassers. Er wird dessen Rechtsnachfolger. Nur wenige Rechtspositionen sind nicht vererblich (so z. B. der Arbeitsvertrag als höchstpersönliche Verpflichtung zwischen dem Arbeitgeber und dem Verstorbenen).
Der Erblasser kann gem. § 2100 BGB einen Erben auch in der Weise einsetzen, dass dieser erst dann Erbe wird, nachdem zunächst ein anderer Erbe geworden ist (Nacherbe).
Eine Ausnahme für den oben angesprochenen Grundsatz der Universalsukzession („Alle Erben erben alles“) gibt es im Höferecht.

### Ansprüche des Erben
Da der Erbe Rechtsnachfolger des Erblassers ist, kann er sämtliche Forderungen des Erblassers dritten Personen gegenüber geltend machen. Weiterhin hat der Erbe nach § 2018 BGB einen Anspruch auf Herausgabe des Nachlasses gegen diejenigen Personen, welche die Vermögensgegenstände in Händen haben (Erbschaftsbesitzer).

### Haftung des Erben
Nach § 1967 BGB haftet der Erbe für die Nachlassverbindlichkeiten. Allerdings hat der Erbe die Möglichkeit, die Haftung im Wege des Nachlassinsolvenzverfahrens, der Nachlassverwaltung oder des Ausschlusses einzelner Nachlassgläubiger in einem Aufgebotsverfahren zu beschränken.
Die Forderungen von Vermächtnisnehmern oder Pflichtteilsberechtigten an den Erben müssen im Streitfall zivilrechtlich durchgesetzt werden; das Nachlassgericht ist dafür nicht zuständig.